# Aticismo
Aticismo é uma designação dada ao movimento literário ou retórico que procurava imitar o estilo e a maneira da prosa ática. Começou por volta do primeiro quartel do século I a.C., como uma reação ao asianismo, cujos fautores costumavam introduzir no grego ático - dialeto de maior prestígio, falado na Ática -, palavras do grego jônico, falado na Ásia Menor, região de onde eram originários, razão pela qual foram rotulados de "asiáticos" ou "asianos", pelos aticistas. 
Difundiu-se por todo o mundo helênico, estabelecendo conexões culturais através do Mediterrâneo e mais além, de tal sorte que sobreviveu pelo menos até o século XVI.
Em português, o termo é sinônimo de uma determinada elegância no comportamento, característica dos áticos, ou de um estilo elegante, conciso e delicado, evocativo dos autores clássicos da Ática.
Segundo Massaud Moisés, o termo designa o estilo preciso, simples, irrepreensível, elegante, polido, isento de ornatos desnecessários ou de excesso de palavras, em que a lucidez do pensamento se reveste de uma forma cristalina e sucinta. Tornou-se o modelo de linguagem política e literária no período de expansão da Grécia, em parte por reação ao estilo empolado que entrou em voga, em consequência do contato com os idiomas orientais. Com a decadência do povo helênico no século II a.C., os escritores de Atenas (a capital da Ática) dos séculos V e IV a.C. passaram a ser vistos, nostalgicamente, como os mestres da sobriedade linguística, digna de preservação e culto. O aticismo se transferiu para Roma e alcançou o ápice no século II da era cristã.  Foi cultivado por escritores como Luciano de Samósata, por retóricos de relevo como Dionísio de Halicarnasso, e por gramáticos como Élio Erodiano e Frínico Arábio (século II d.C.). Este último foi autor de uma seleção de substantivos e verbos áticos (Ἐκλογή Ἀττικῶν ῥημάτων καὶ ὀνομάτων), na qual registrou os desvios do ático standard.
Chamou-se também de aticismo a um estilo de pintura que surgiu na França, entre os anos 1647 e 1660, constituindo-se uma corrente artística dentro do classicismo francês.  